# Chaetexorista javana
Chaetexorista javana är en tvåvingeart som beskrevs av Brauer och Julius Edler von Bergenstamm 1894. Chaetexorista javana ingår i släktet Chaetexorista och familjen parasitflugor. Inga underarter finns listade i Catalogue of Life.